# Casa Codina (Figueres)
Casa Codina és una obra del municipi de Figueres (Alt Empordà) inclosa en l'Inventari del Patrimoni Arquitectònic de Catalunya.

## Descripció
Edifici situat al centre històric de la ciutat molt a prop de la Rambla de Figueres. Casa entre mitgeres de planta baixa i dos plantes pis. S'estructura amb la successió de tres eixos molt regulars, balconada correguda a primer pis, obertures rematades amb falsos frontons de ceràmica i la façana coronada amb merlets, que inverteix la posició de ple i el buit dels eixos en el nivell de la barana. Destaquen els frontons de les balconades amb forma d'arc de descàrrega de totxo, el timpà replè de ceràmica vidriada i el treball de serralleria.